# KK Zadar
El KK Zadar es un club de baloncesto de Croacia con sede en la ciudad de Zadar. Participa en la actualidad en la Liga del Adriático y en la Liga croata.

## Historia
El club fue fundado en 1945, aunque el baloncesto en la ciudad de Zadar data de 1924, a donde lo llevaron unos estudiantes italianos. Tras la Segunda Guerra Mundial, 4 equipos de Zadar compiten en Zagreb, tanto en categoría masculina como en femenina, quedando el KK Zadar segundos en ambas competiciones.
En 1947 ganan la liga de Croacia y de Dalmacia, para finalmente, en 1958 pasar a jugar la liga yugoslava. A lo largo de su historia la ha ganado en 6 ocasiones, siendo uno de los equipos balcánicos con mejor palmarés.
En la actualidad juegan en el Pabellón Krešimir Ćosić, con capacidad para 9000 espectadores y ubicado dentro del Športski Centar Višnjik.

## Palmarés
- Liga Yugoslava de Baloncesto (6):

1965, 1967, 1968, 1974, 1975, 1986.
- Copa Yugoslava de Baloncesto (1):

1970.
- Liga Croata de Baloncesto (2):

2005, 2008.
- Copa Croata de Baloncesto (5):

1998, 2000, 2003, 2005, 2006.
- Liga Adriática (1):

2003.

## Jugadores históricos
| - Krešimir Ćosić - Stojan Vranković - Dejan Bodiroga - Dino Rađa - Petar Popović - Zdenko Babić - Ante Matulović - Darko Pahlić - Dino Rađa - Sven Ušić - Milan Mlađan - Dragomir Čiklić | - Draženko Blažević - Boris Hrabrov - Mario Stojić - Romel Beck - Arijan Komazec - Branko Skroče - Veljko Petranović - Hrvoje Perić - Frano Čolak - Stipe Šarlija - Trent Plaisted - Marko Popović |